# Oncorhynchus
Genre
Oncorhynchus est un genre de poissons de la famille des Salmonidés (saumons, truites et apparentés).
La plupart de ces espèces font l'objet d'une pêche commerciale intense, et plusieurs sont considérées comme en danger d'extinction par l'Union internationale pour la conservation de la nature.

## Classification
| Selon FishBase (12 janvier 2016) : - Oncorhynchus aguabonita (Jordan, 1892) - Oncorhynchus apache (Miller, 1972) - Oncorhynchus chrysogaster (Needham & Gard, 1964) - Oncorhynchus clarkii (Richardson, 1836) - Oncorhynchus gilae (Miller, 1950) - Oncorhynchus gorbuscha (Walbaum, 1792) - Oncorhynchus iwame Kimura & Nakamura, 1961 - Oncorhynchus kawamurae Jordan & McGregor, 1925 - Oncorhynchus keta (Walbaum, 1792) - Oncorhynchus kisutch (Walbaum, 1792) - Oncorhynchus masou - sous-espèce Oncorhynchus masou formosanus (Jordan & Oshima, 1919) - sous-espèce Oncorhynchus masou macrostomus (Günther, 1877) - sous-espèce Oncorhynchus masou masou (Brevoort, 1856) - Oncorhynchus mykiss (Walbaum, 1792) - Oncorhynchus nerka (Walbaum, 1792) - Oncorhynchus rhodurus Jordan & McGregor, 1925 - Oncorhynchus tshawytscha (Walbaum, 1792) | Selon World Register of Marine Species (12 janvier 2016) : - Oncorhynchus gorbuscha (Walbaum, 1792) - Oncorhynchus keta (Walbaum, 1792) - Oncorhynchus kisutch (Walbaum, 1792) - Oncorhynchus mykiss (Walbaum, 1792) - Oncorhynchus nerka (Walbaum, 1792) - Oncorhynchus rhodurus Jordan & McGregor, 1925 - Oncorhynchus tshawytscha (Walbaum, 1792) |

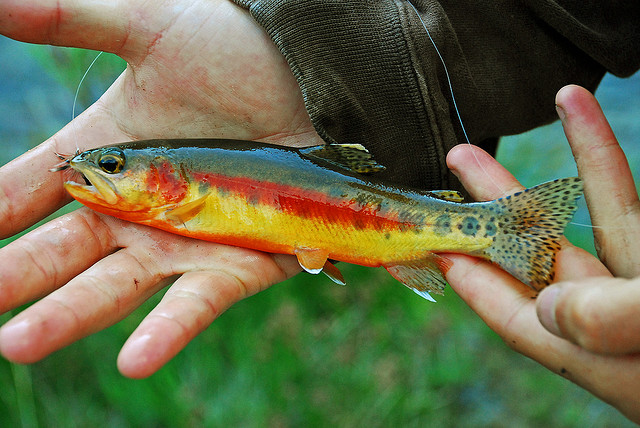
Truite dorée (Oncorhynchus aguabonita)
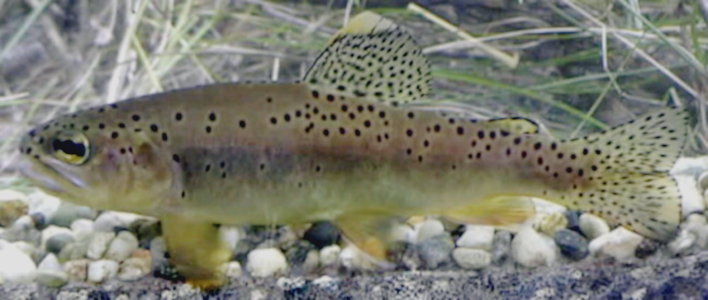
Truite apache (Oncorhynchus apache)
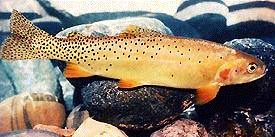
Truite fardée (Oncorhynchus clarkii bouvieri)
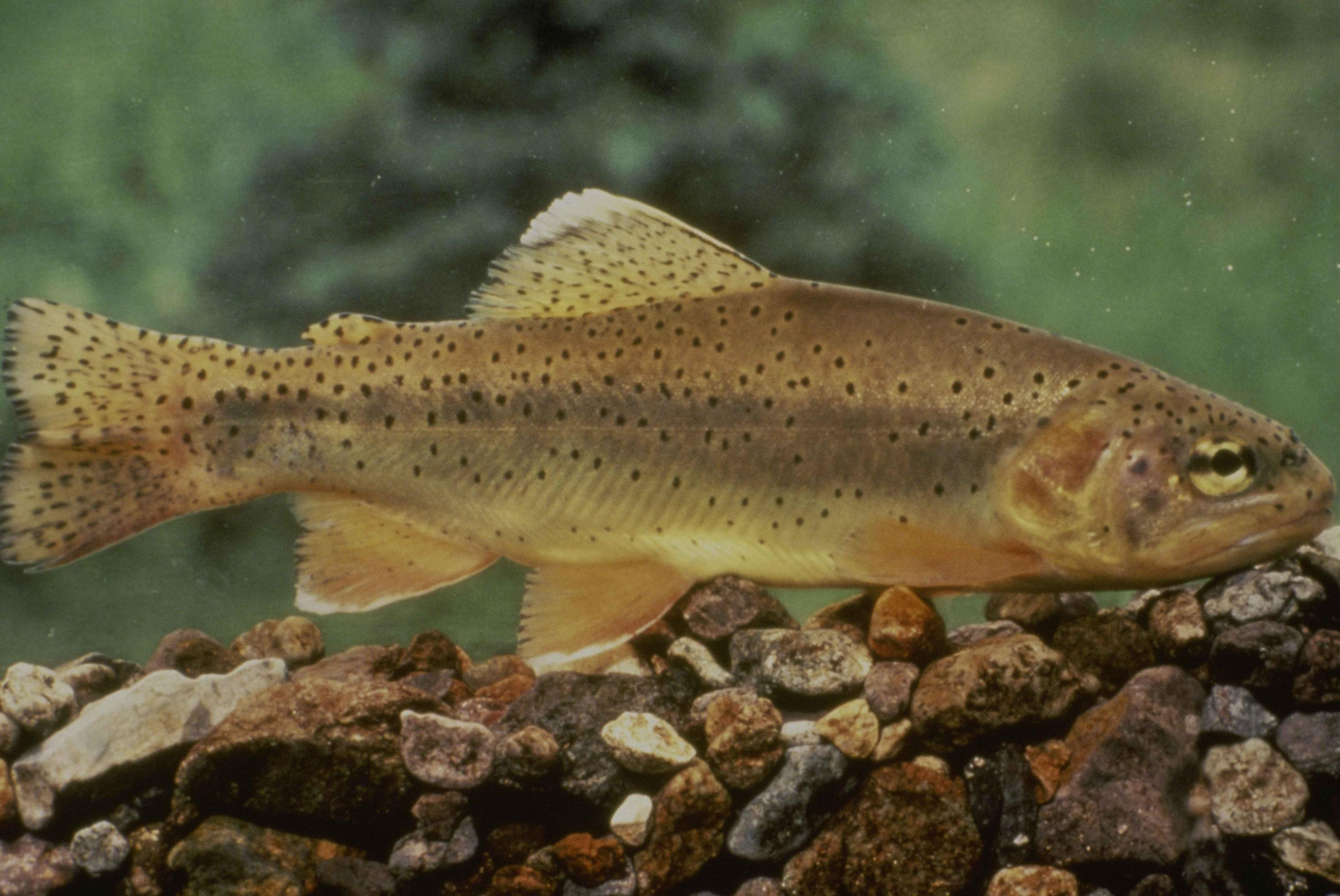
Truite gila (Oncorhynchus gilae)
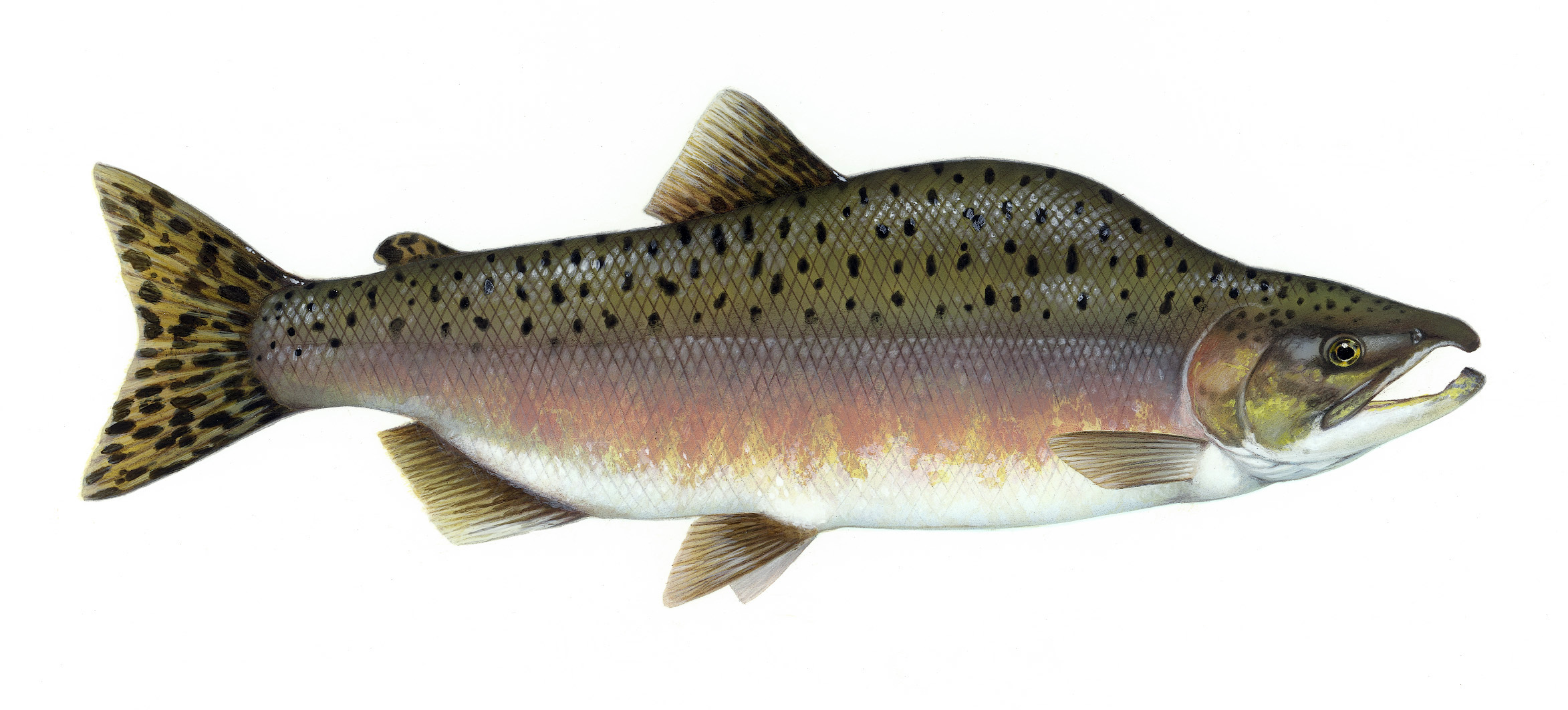
Saumon rose (Oncorhynchus gorbuscha)
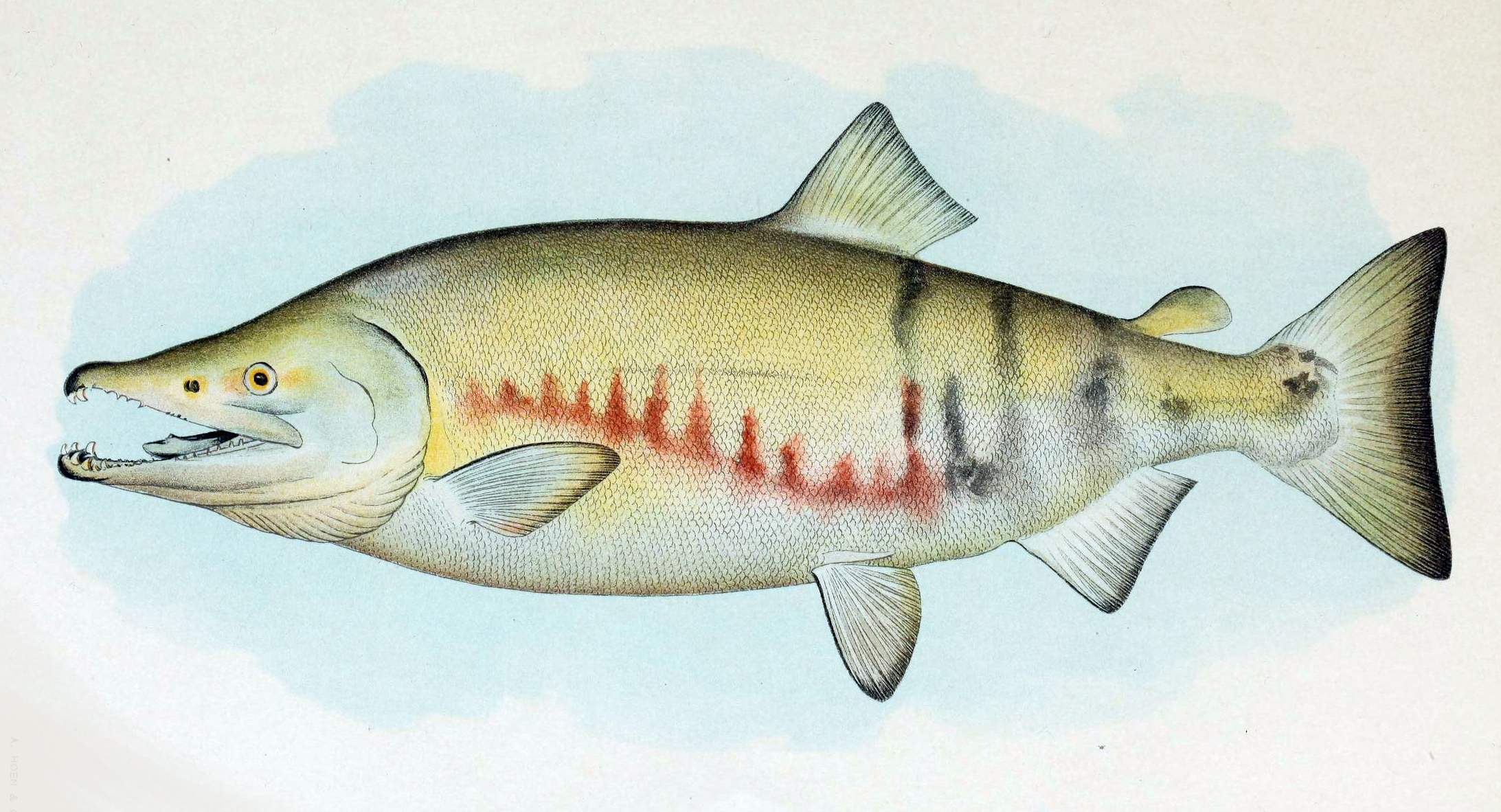
Saumon du Pacifique (Oncorhynchus keta)
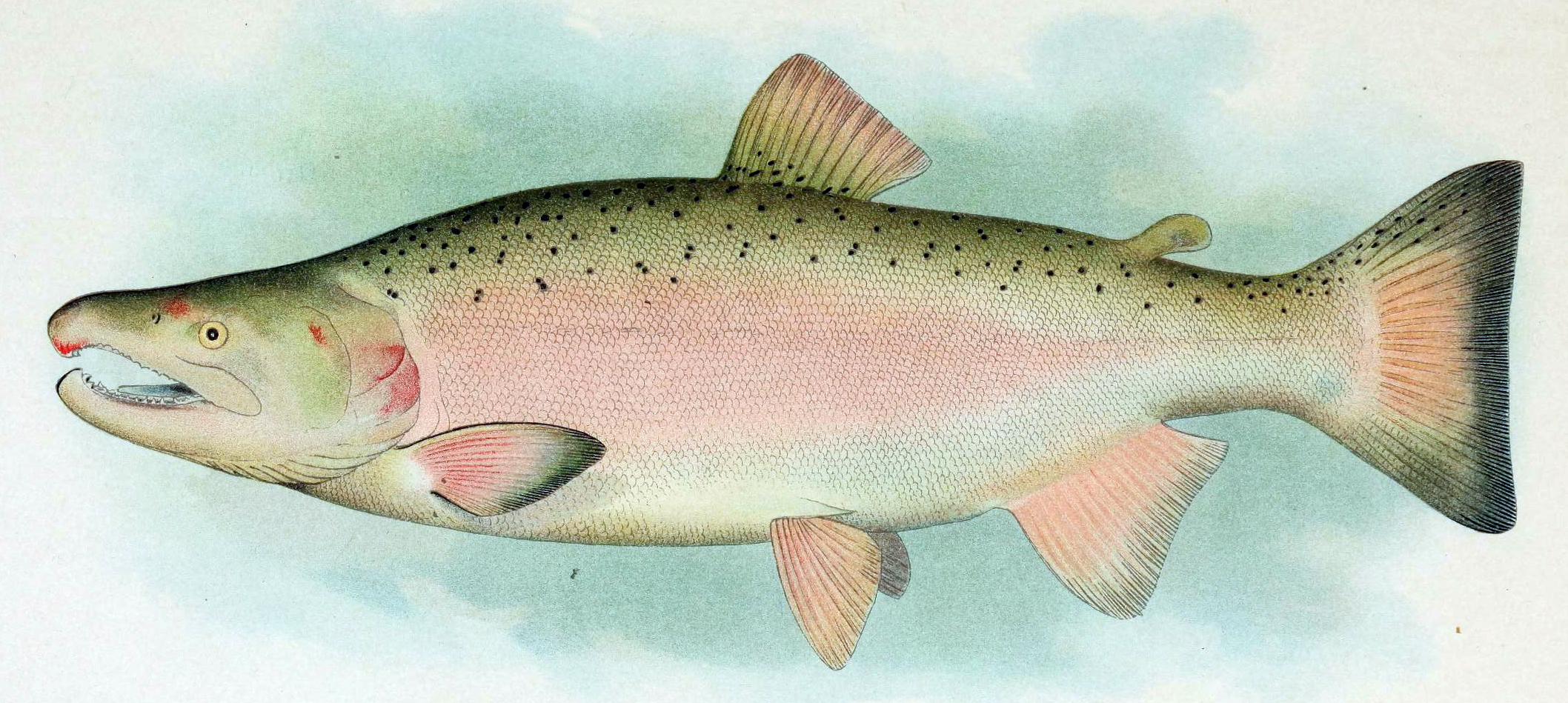
Saumon argenté (Oncorhynchus kisutch)
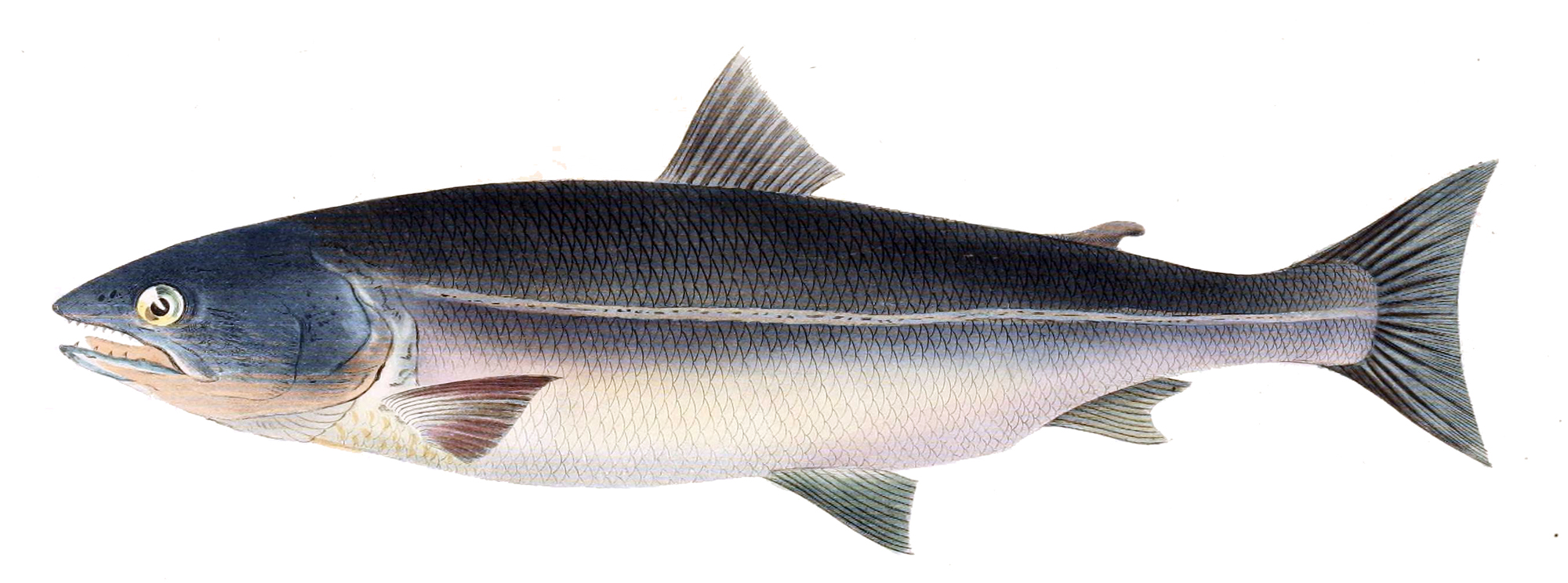
Saumon du Japon (Oncorhynchus masou)
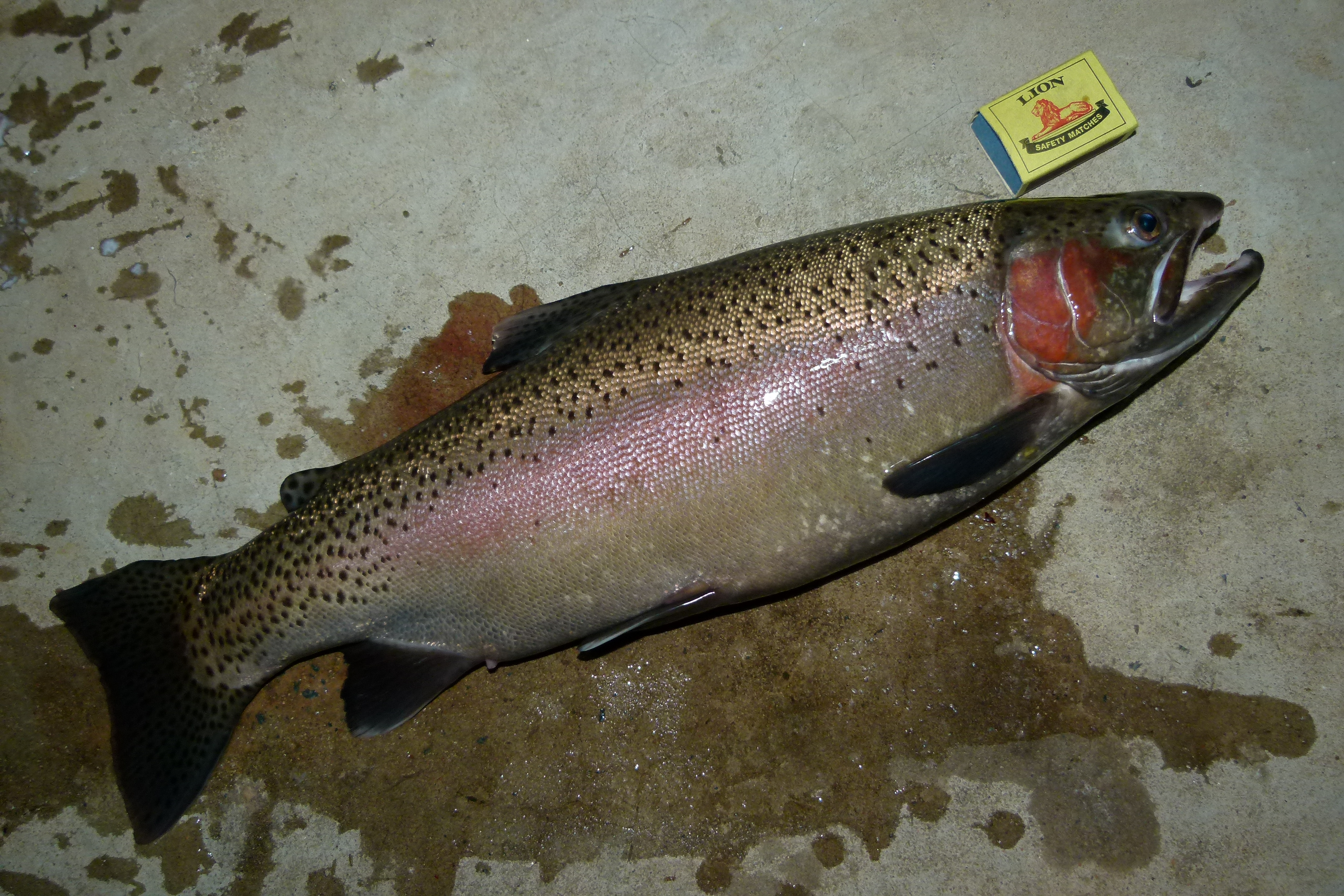
Truite arc-en-ciel (Oncorhynchus mykiss)
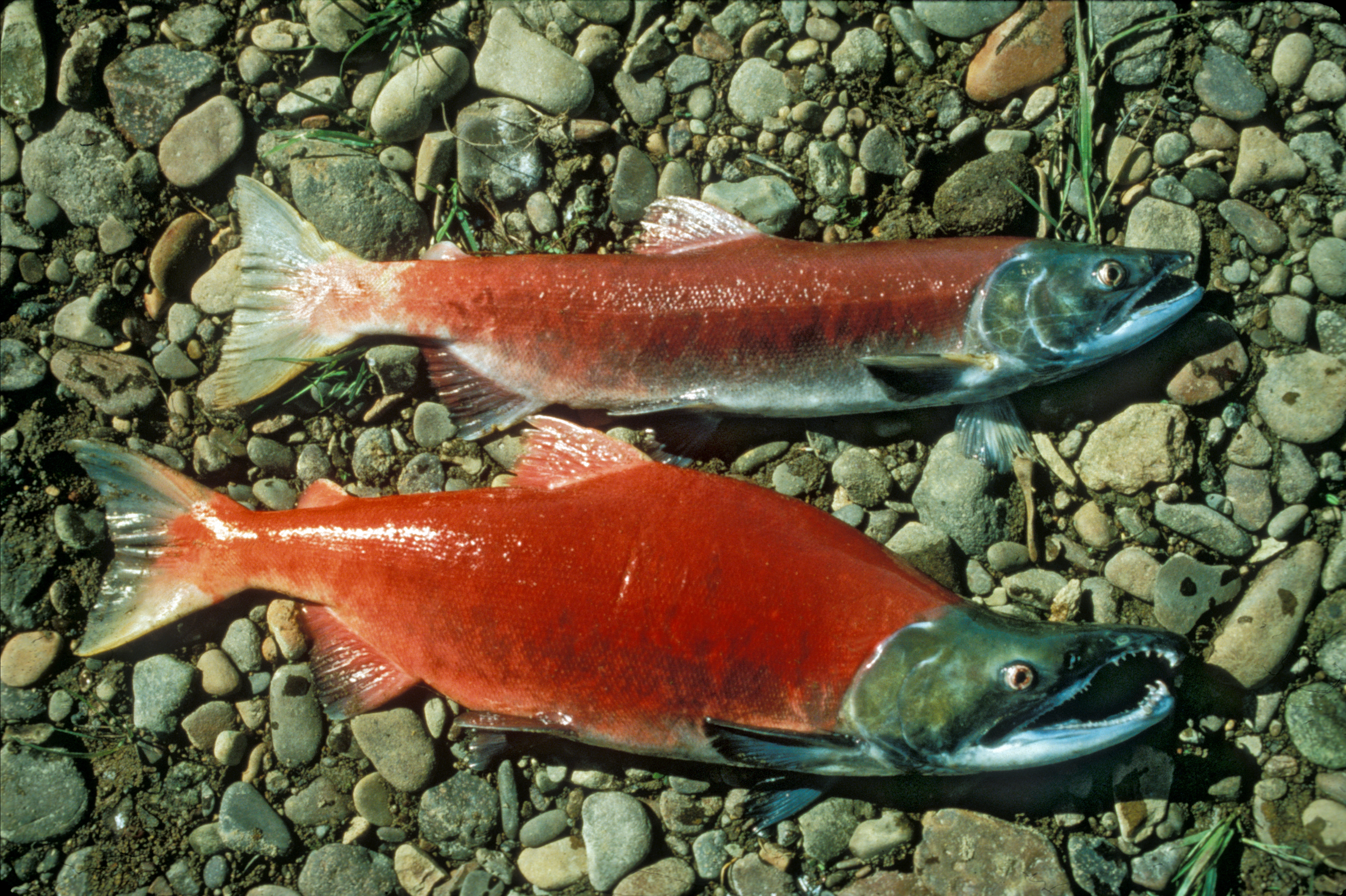
Saumon rouge (Oncorhynchus nerka, mâle et femelle)
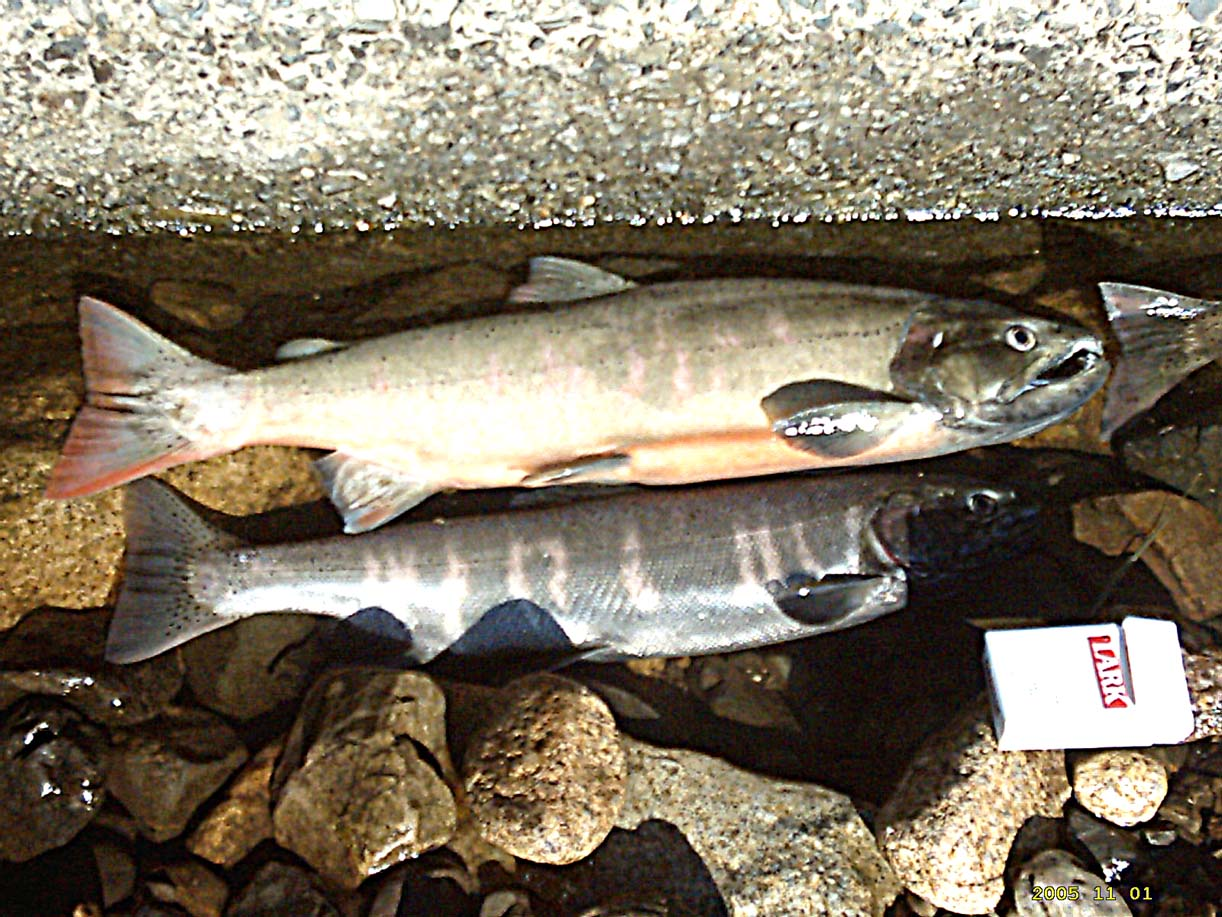
Truite biwa (Oncorhynchus rhodurus)
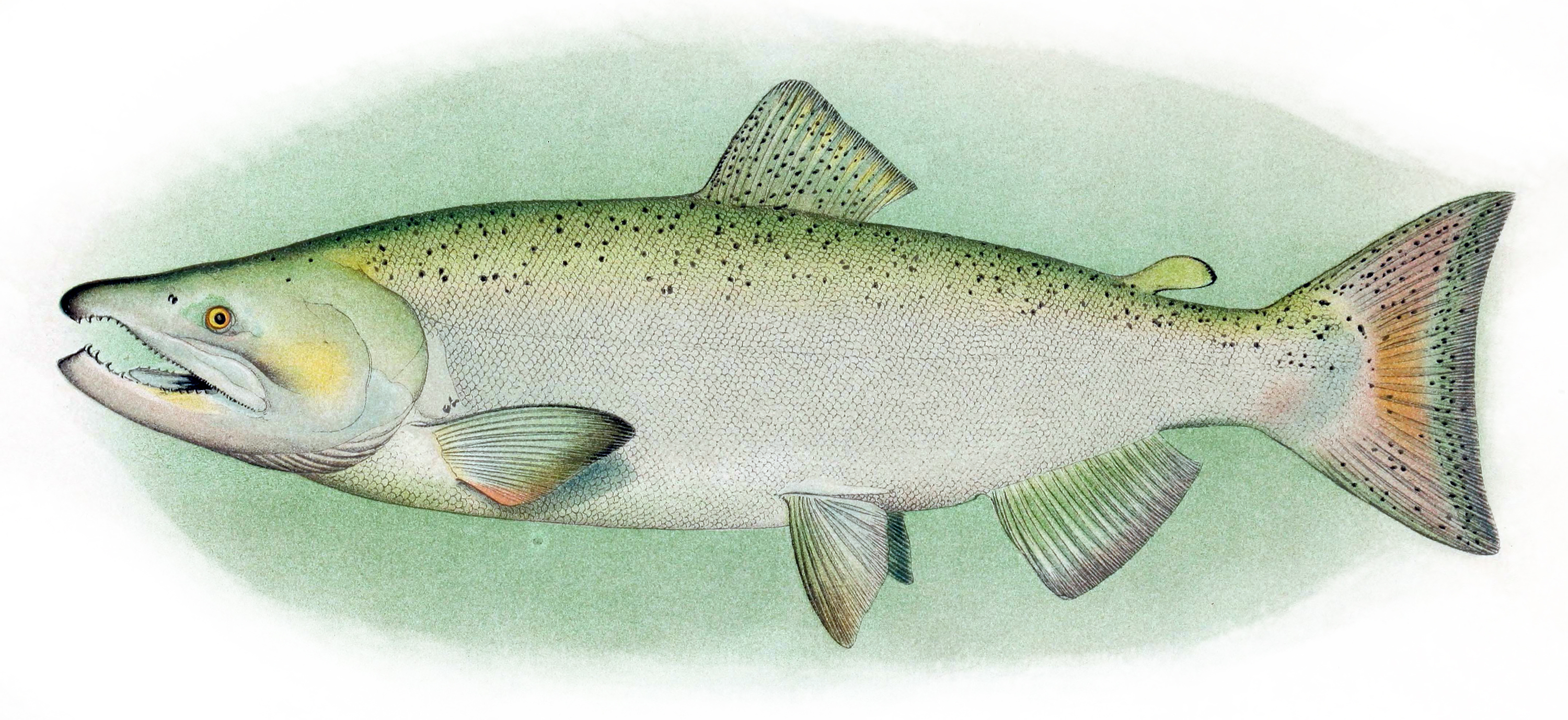
Saumon royal (Oncorhynchus tshawytscha)

## Pêche sportive

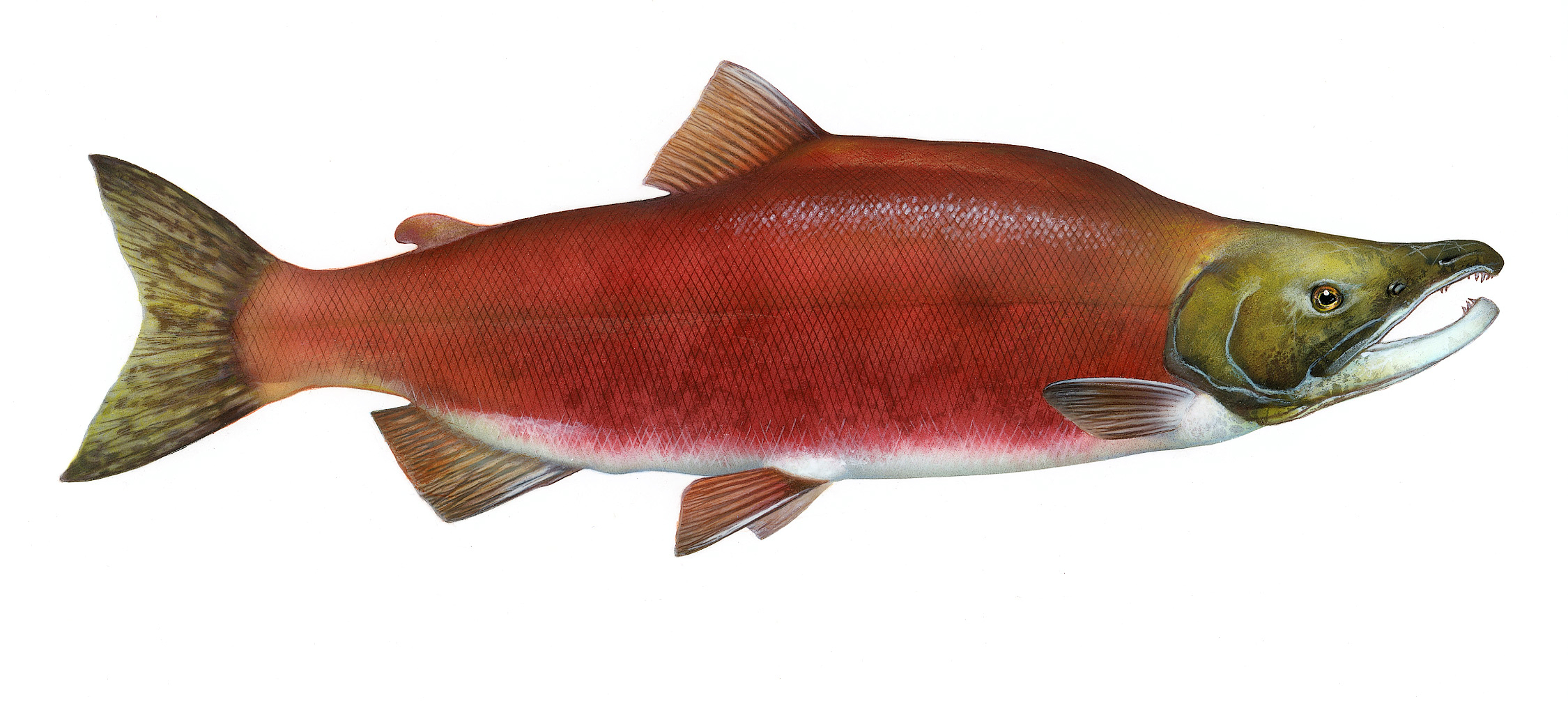
Oncorhynchus nerka - saumon rouge

Les salmonidés de ce genre sont très appréciés dans le domaine de la pêche sportive. Ils peuvent être pêchés au leurre, à la mouche ou à l'appât naturel. Parmi toutes les espèces, six sont particulièrement recherchées : O. gorbuscha, O. keta, O. kisutch, O. mykiss, O. nerka et O. tshawytscha.